# NB-IoT
NB-IoT (Narrowband Internet of things) est un protocole de communication radio dédié aux réseaux étendus à faible consommation et à l'Internet des objets.
NB-IoT privilégie couverture, capacité, faible coût en composants et basse consommation électrique au prix d'un débit de transmission réduit,,. Contrairement à d'autres protocoles similaires comme LoRaWAN ou Sigfox, il utilise le réseau cellulaire.
Développée par le 3GPP, la spécification NB-IoT est finalisée en juin 2016 et implémentée dans sa release 13, en même temps que LTE-M (eMTC) et EC-GSM-IoT,.

## Exemple d'applications
- Industrie pharmaceutique : Surveillance de la température d'un réfrigérateur pour le stockage des médicaments. L'utilisateur configure des seuils sur lesquels il souhaite surveiller la température. Si l'un des deux seuils est dépassé, une alerte par E-mail ou par SMS peut être envoyé au propriétaire du lieu ou à une personne tierce. Ce type d'application est réalisable grâce à un petit boitier nommé le NB-2x1Wire. Il est possible de brancher sur celui-ci plusieurs capteurs (température, humidité, CO2, électricité, ...) et jusqu'à 5 valeurs. Il se connecte sur une plateforme cloud nommé Sensdesk[7]. Elle permet de créer les alertes en cas de dépassement de seuil et de créer des graphiques pour suivre l'évolution des données capteurs.
- IT / Datacenter[8] : Pour surveiller l'apparition de fuites d'eau. En effet, une fois un boitier comme le NB-WLD installé dans une salle de serveur, la détection d'une fuite d'eau sera immédiate si cela se produit.
- Contrôler l'arrosage via une interface WEB : Lorsqu'un boitier comme le NB-2xOut est allumé et connecté au réseau NB-IoT, l'utilisateur peut envoyer des commandes via Sensdesk[7] ou via SMS pour changer l'état d'un relai et ainsi activer un arrosage automatique.

Pour faire simple, le réseau NB-IoT permet aux industries ou aux particuliers de suivre des valeurs en temps réel, d'effectuer une maintenance préventive, d'être alerté en cas de problème, d'étudier des tendances et tellement d'autres choses.